# آدم موتو
آدم موتو (بالإنجليزية: Adam Muto)‏ هو فنان ومخرج أفلام أمريكي وقد اشتهر بكونه كاتب (توضيح)، وفنان قصة مصورة، و منتج تنفيذي والمسؤول عن مسلسل الرسوم المتحركة وقت المغامرة.

## سيرة
كان موتو صديقاً لمبتكر وقت المغامرة بيندليتون وارد في معهد كاليفورنيا للفنون.

## فيلموغرافيا

### تلفاز
| سنة       | عنوان        | دور                                     |
| --------- | ------------ | --------------------------------------- |
| 2009–الآن | وقت المغامرة | كاتب، فنان قصة مصورة، مخرج، منتج تنفيذي |

## وصلات خارجية
- آدم موتو على تمبلر
- آدم موتو على موقع IMDb (الإنجليزية)
- آدم موتو على موقع قاعدة بيانات الفيلم (الإنجليزية)